# Joe McDonnell (hongerstaker)
Joseph (Joe) McDonnell (Belfast, 14 september 1951 — Maze Prison (Mazetown) 8 juli 1981) was een lid van de Provisional Irish Republican Army, die deelnam aan de Noord-Ierse hongerstaking van 1981. Hij overleefde deze hongerstaking niet.

## Biografie
McDonnell werd als vijfde van tien kinderen geboren in Belfast. Hij ging in zijn jeugd naar een rooms-katholieke school. In 1970 trouwde hij met Goretti en ging samen met haar in het huis van haar zus in Lenadoon wonen. Ze waren een van de slechts twee katholieke huishoudens in de voor de rest protestantse gemeenschap. Derhalve was hun huis geregeld doelwit van gewelddadigheden.
Tijdens  Operatie Demetrius werd McDonnell gearresteerd en gevangengezet op het gevangenisschip HMS Maidstone, waar hij samen met onder anderen Gerry Adams zat. Later werd McDonnell overgeplaatst naar de HM Prison Maze, waar hij enkele maanden gevangenzat. Na zijn vrijlating sloot hij zich aan bij de Provisional Irish Republican Army. Hier leerde hij Bobby Sands kennen. Samen namen ze deel aan een aanslag met brandbommen op de Balmoral Furnishing Company, waarvoor ze beiden werden gearresteerd. McDonnell kreeg 14 jaar cel opgelegd wegens vuurwapenbezit. 
McDonnell was niet betrokken bij de eerste hongerstaking in 1980, maar steunde de doelen van de hongerstakers wel. Zelf was hij van mening dat een protestactie waarbij gevangenen zich ongehoorzaam zouden opstellen tegenover personeel en bewakers het gewenste doel ook zou bereiken. In 1981 sloot hij zich echter samen met Bobby Sands aan bij de tweede hongerstaking. 
Tijdens de hongerstaking was McDonnell een van de negen gevangenen die zich verkiesbaar stelden bij de Ierse verkiezingen van 1981. Hij werd niet verkozen. In totaal at McDonnell 61 dagen niet. Op 8 juli 1981 stierf hij aan ondervoeding. Hij liet zijn vrouw Goretti en twee kinderen na.
McDonnell werd naast Bobby Sands begraven op Milltown Cemetery.

## Nagedachtenis
Joe McDonnell wordt bezongen in een Iers rebel-lied geschreven door Brian Warfield van de Wolfe Tones. Ook een lied van de Schots-Australische volkszanger Alistair Hulett gaat over McDonnell.
Joe McDonnell staat vermeld op het Irish Martyrs Memorial op het Waverley Cemetery in Sydney, Australië.